# Accountability
L'accountability è il processo con cui (a livello sociale, politico, aziendale, contabile o comunque collettivo) si è chiamati a rendere conto delle conseguenze delle proprie azioni. Si tratta della traduzione inglese del concetto continentale di responsabilità, ma con una sottolineatura più marcata della pubblicità o quanto meno della tracciabilità del processo, che deve operare oltre la sanzione morale dell'imperativo etico individuale. In qualche caso è stato reso come rendicontabilità, o come responsabilità e trasparenza.

## Politiche pubbliche
Nella vita pubblica la rendicontabilità opera come processo di verifica dell'azione di un personaggio investito di una funzione pubblica. Esso esprime in campo politico un aspetto inscindibile del processo di delega, prevedendo una valutazione da parte dell'elettorato, ed eventualmente una sanzione, in merito all'operato dei politici espressi dal processo di rappresentanza.
Se la funzione consiste in una gestione amministrativa di risorse, pubbliche o private, il sindacato delle scelte operate si applica alla gestione di quel determinato ente.
Viene previsto, in circostanze particolari, addirittura nei Trattati istitutivi di organizzazioni internazionali, con norme giuridiche vincolanti: è il caso del potere di monitoraggio, da parte dei politici, che consente di controllare l'operato della BCE e valutarne il rendimento.
Essendo necessaria una delega di potere "massiccia" da un'autorità a un'istituzione, sono indispensabili i concetti di indipendenza e rendicontabilità per valutarne l'operato, in modo che sia in linea con gli interessi dei deleganti. Esso rappresenta uno strumento che tutela il sistema economico in caso di fallimento nell'operato della banca centrale europea, che può ricorrere in errori di natura sistemica quando è chiamata alla formulazione di stime guida per la fissazione di tasso di interesse e NAIRU.

### Descrizione
Nel campo della gestione pubblica o privata, si riferisce all'obbligo per un soggetto di rendere conto delle proprie decisioni e di essere responsabile per i risultati conseguiti.
Il concetto si è espanso oltre il suo significato di base, "essere chiamato a rendere conto delle proprie azioni", e può essere descritto come una relazione tra più gruppi o individui in cui "A" è soggetto a rendicontabilità verso "B" quando A:
- è obbligato a informare B delle sue azioni e decisioni (anche passate o future);
- può essere chiamato a giustificarle;
- può essere sanzionato rispetto a queste decisioni".[7]

In questa forma la rendicontabilità è diventata un tema centrale nei dibattiti sulla gestione del settore pubblico, privato e delle organizzazioni non-profit.
Si applica a soggetti pubblici o a soggetti che hanno responsabilità verso una collettività. Rimanda al dovere - dei decisori - di rendere conto delle loro scelte, azioni, politiche, e di rispondere delle conseguenze. Riconosce alla collettività il diritto di essere informata di tali decisioni, di criticarle e di avere risposte. Oltre agli aspetti di rendiconto, la rendicontabilità presuppone dunque anche trasparenza (i decisori devono rendere pubbliche le loro decisioni e motivazioni) e partecipazione (devono esistere spazi pubblici per la comunicazione, la critica, il contraddittorio).
Nell'ambito di modelli di impresa etica o comunque di aziende che intendano adottare modelli organizzativi focalizzati sulla comunicazione e sulla motivazione delle risorse umane, si utilizza il termine per designare l'attitudine della dirigenza a rendere conto dei risultati della gestione operativa al personale (oltre che agli azionisti).

### Standard
Sono stati definiti standard per la rendicontabilità - in particolare nel mondo no-profit e della responsabilità sociale d'impresa. Le organizzazioni possono aderirvi volontariamente.
- INGO Accountability Charter ("Carta della Rendicontabilità delle Organizzazioni Non Governative Internazionali"). Sottoscritta da un largo numero di organizzazioni non governative per "dimostrare il loro impegno per l'accountability e la trasparenza".[8]
- AccountAbility's AA1000 series. "Standard basati su principi, per aiutare le organizzazioni a migliorare la propria rendicontabilità, responsabilità e sostenibilità e per fornire una guida al coinvolgimento degli attori".[9]
- Humanitarian Accountability Partnership (HAP) 2010 Standards ("Standards 2010 della Partnership per la Rendicontabilità Umanitaria"). Parametri di riferimento per le organizzazioni umanitarie per aiutarle a "progettare, gestire, valutare e migliorare programmi nel rispetto dell'accountability".[10]

Inoltre, alcune organizzazioni non-profit hanno definito le loro linee guida e sistemi per la rendicontabilità:
- Accountability, Learning and Planning System (ALPS) di ActionAid. Un "sistema di accountability, apprendimento e pianificazione che definisce i requisiti base, le linee guida e i processi per garantire accountability".[11]

## Informatica
Nell'ambito della sicurezza informatica, la rendicontabilità è la capacità di un sistema di identificare un singolo utente, di determinarne le azioni e il comportamento all'interno del sistema stesso. Per fare ciò è supportato dall'audit delle tracce e dal sistema di autenticazione (login).
La rendicontabilità è un aspetto del controllo di accesso e si basa sulla concezione che gli individui siano responsabili delle loro azioni all'interno del sistema.
Tale aspetto è supportato dall'audit delle tracce degli eventi registrati all'interno del sistema e nella rete. 
L'audit delle tracce può essere utilizzato per il rilevamento di intrusioni e per il rilevamento di eventi passati.